# Prince Ikpe
Prince Ikpe, (născut pe 5 octombrie 1978), este un fotbalist nigerian ce evoluează în prezent la echipa Djurgårdens IF Fotboll.